# Бенедский, Владимир Владимирович
Владимир Владимирович Бенедский (19 июня 1970, Грозный) — российский футболист, выступавший на позиции защитника и полузащитника. Сыграл 17 матчей и забил один гол в высшей лиге России.

## Биография
Воспитанник грозненского футбола. В 1986—1987 занимался в ростовском спортинтернате (тренер — В. Н. Гаврилов).
Начинал играть в футбол на взрослом уровне в составе грозненского «Терека», в его составе в 1988 году сыграл 5 матчей во второй советской лиге. В 1990—1991 годах выступал за «АПК» (Азов), а в первом сезоне чемпионата России играл за «Бештау» (Лермонтов). В 1993 году в составе «Дружбы» из Будённовска забил 15 голов и стал лучшим бомбардиром клуба в сезоне.
В 1994 году перешёл в ставропольское «Динамо». Дебютировал в высшей лиге 15 марта 1994 года в матче против тольяттинской «Лады», и в этой же игре забил свой единственный гол на высшем уровне, оказавшийся победным в матче (1:0). Всего в ходе сезона футболист сыграл 17 матчей в чемпионате, а его команда вылетела из высшей лиги.
В дальнейшем выступал во втором и первом дивизионах за «Автозапчасть» (Баксан), «Амкар» и «КАМАЗ-Чаллы». В 1998 году в составе «Амкара» стал победителем зонального турнира второго дивизиона, а также стал автором исторического победного гола в матче Кубка России против московского «Спартака» (1:0). В «КАМАЗе» был капитаном команды. В 2001 году в 31-летнем возрасте завершил профессиональную карьеру из-за травм.
По состоянию на 2007 год работал начальником ЛУВД в аэропорту «Домодедово». В том же году выступал на любительском уровне за команду «МУВД на ВВТ» (позднее переименована в «МВД России») и в её составе стал чемпионом Москвы среди любительских команд. Выступал на чемпионате мира среди полицейских в Праге.
В первой половине 2010-х годов занимался нефтяным бизнесом. Журналисты высказывали версию о причастности Бенедского и его партнёра по бизнесу Виталия Орехова к убийству другого их партнёра, Александра Виноградова и к «серым» схемам по отъёму бизнеса, однако бизнесменам удалось выиграть суд о защите чести и достоинства.